# Джейк Шреєр
Джейк Шреєр (англ. Jake Schreier; нар. 1981) — американський режисер, один із засновників бруклінського кіноколективу Waverly Films.

## Біографія
Народився в Берклі, Каліфорнія, навчався у Школі мистецтв Тіша при Нью-Йоркському університеті. Після закінчення навчання знімав музичні кліпи, в тому числі для Francis and the Lights, виконавця і автора пісень, з яким Шреєр грав на клавішних протягом декількох років. Також він знімав рекламні ролики для таких продуктів, як Absolut Vodka та Verizon. Разом зі своїми друзями з коледжу став співзасновником кіноколективу Waverly Films і продовжував співпрацювати над кінопроектами для телебачення та інтернету.

## Кар'єра
У 2012 році вийшов перший повнометражний фільм Шреєра — «Робот і Френк», за сценарієм свого однокурсника і друга Крістофера Форда. Фільм отримав Приз імені Альфреда П. Слоуна на кінофестивалі «Санденс». Кінокритик Los Angeles Times Кеннет Туран назвав цю стрічку "надзвичайно відшліфованою для дебютної роботи", а журнал Rolling Stone дав фільму три зірки з чотирьох.
Наступним фільмом Шреєра став «Паперові міста», екранізація однойменної книги Джона Гріна, яка вийшла на екрани 24 липня 2015 року.
У 2021 році постійний співавтор Chance the Rapper випустив концертний фільм «Magnificent Coloring World», знятий зі спеціальних відеозаписів виступів Шреєра у 2016 році. Було укладено міжнародну дистриб'юторську угоду з AMC Theatres та Park Pictures, що стало першим випадком, коли окремий артист, який займається музикою, поширює свій фільм виключно через AMC.
У червні 2022 року Шреєр був найнятий в якості режисера фільму «Громовержці*» кіновсесвіту Marvel, прем'єра якого відбулася в травні 2025 року.
У 2025 році, через тиждень після виходу «Громовержців*», Шреєр став головним кандидатом на посаду режисера фільму про Людей Ікс для Marvel Studios. 21 липня 2025 року Кевін Файгі підтвердив, що Шреєр зніматиме «Людей Ікс».

## Фільмографія

### Кінофільми
- Робот і Френк (2012)
- Паперові міста (2015)
- Magnificent Coloring World (2021, концертний фільм)
- Громовержці* (2025)
- Люди Ікс (TBA)

### Телебачення
| Рік       | Назва                        | Епізоди |
| --------- | ---------------------------- | --- |
| 2013      | Альфа-дім                    | s1e4 «Triggers» |
| 2016      | Безсоромні                   | s6e6 «NSFW» |
| 2017–2018 | Вмираю зі сміху              | s1e5 «The Return» s2e4 «The Mattresses» |
| 2018–2019 | Ложа 49                      | s1e3 «Corpus» s1e4 «Sunday» s2e1 «All Circles Vanish» s2e2 «The Slide» s2e9 «Le Reve Impossible» s2e10 «The Door»                                                                                |
| 2018–2020 | Жартую                       | s1e3 «Every Pain Needs a Name» s1e4 «Bye, Mom» s2e1 «The Cleanest Liver in Columbus, Ohio» s2e2 «Up, Down and Everything in Between» s2e9 «The Nightingale Pledge» s2e10 «The Puppet Dalai Lama» |
| 2021      | Дейв                         | s2e1 «International Gander» |
| 2021      | Новий смак вишні             | s1e6 «Milk Bath» s1e7 «Egg» |
| 2021      | Платформа                    | s1e5 «Butt Plug» |
| 2022      | Пустунка                     | s1e4 «An exciting new chapter in the annals of erotica» |
| 2023      | Сварка                       | s1e2 «The Rapture of Being Alive» s1e3 «I Am Inhabited by a Cry» s1e6 «We Draw a Magic Circle» s1e7 «I Am a Cage» s1e8 «The Drama of Original Choice» s1e9 «The Great Fabricator»                |
| 2024      | Зоряні війни: Кістяк команди | s1e5 «You Have a Lot to Learn About Pirates» |

### Музичні відео
| Рік  | Назва                            | Виконавець                                         | Пос.   |
| ---- | -------------------------------- | -------------------------------------------------- | ------ |
| 2005 | "Off the Record"                 | My Morning Jacket                                  | [ 14 ] |
| 2006 | "Don't Leave Me Blue"            | The Blue Van                                       | [ 15 ] |
| 2008 | "The Top"                        | Francis and the Lights                             |        |
| 2010 | "Darling, It's Alright"          | Francis and the Lights                             |        |
| 2013 | "Like a Dream"                   | Francis and the Lights                             |        |
| 2016 | "Friends"                        | Francis and the Lights feat. Bon Iver і Kanye West |        |
| 2016 | "Trust Nobody"                   | Cashmere Cat feat. Selena Gomez and Tory Lanez     | [ 16 ] |
| 2016 | "See Her Out (That's Just Life)" | Francis and the Lights                             |        |
| 2017 | "Same Drugs"                     | Chance the Rapper                                  | [ 17 ] |
| 2017 | "9 (After Coachella)"            | Cashmere Cat feat. MØ and Sophie                   |        |
| 2017 | "May I Have This Dance"          | Francis and the Lights feat. Chance the Rapper     | [ 18 ] |
| 2017 | "Want You Back"                  | Haim                                               | [ 19 ] |
| 2018 | "Eastside"                       | Benny Blanco, Halsey and Khalid                    | [ 20 ] |
| 2018 | "The Video in the Pool"          | Francis and the Lights                             |        |
| 2018 | "I Found You"                    | Benny Blanco and Calvin Harris                     | [ 21 ] |
| 2019 | "I Found You / Nilda's Story"    | Benny Blanco, Calvin Harris and Miguel             | [ 22 ] |
| 2019 | "I Can't Get Enough"             | Benny Blanco, Tainy, Selena Gomez and J Balvin     | [ 23 ] |
| 2019 | "Graduation"                     | Benny Blanco and Juice Wrld                        | [ 24 ] |
| 2019 | "Emotions"                       | Cashmere Cat                                       |        |
| 2019 | "For Your Eyes Only"             | Cashmere Cat                                       |        |
| 2019 | "Follow God"                     | Kanye West                                         | [ 25 ] |
| 2019 | "Closed on Sunday"               | Kanye West                                         | [ 26 ] |
| 2020 | "I Know Alone"                   | Haim                                               | [ 27 ] |
| 2020 | "Don't Wanna"                    | Haim                                               | [ 28 ] |
| 2020 | "Lonely"                         | Justin Bieber and Benny Blanco                     | [ 29 ] |
| 2021 | "Issues"                         | Baby Keem                                          | [ 30 ] |
| 2022 | "We Cry Together"                | Kendrick Lamar                                     | [ 31 ] |
| 2025 | "Younger and Hotter Than Me"     | Selena Gomez and Benny Blanco                      | [ 32 ] |